# Номогенез
Номогене́з (лат. nomogenesis, от греч. — закон развития) — эволюционная теория, одним из основных положений которой было признание закономерного характера изменчивости организмов, лежащей в основе эволюционного процесса. Согласно ей, происходит эволюционное развёртывание уже существующих зачатков развития организмов, эволюция строго направлена, так как наследственной изменчивостью управляют жёсткие внутренние законы, эволюционные изменения, обусловлены внутренними факторами, всегда внезапны. В номогенез вошли основные положения других эволюционных теорий: Автогенез, Эктогенез и Неокатастрофизм.

## История
Теория была разработана советским ихтиологом, палеонтологом и географом Львом Семёновичем Бергом в книге «Номогенез, или эволюция на основе закономерностей» (1922). Попытка объяснить явления: Конвергенция и Параллелизм (на основе параллельных рядов форм организмов) в эволюции, без участия естественного отбора (Дарвинизм).
Следует различать теорию Л. С. Берга (1920—1930-х годов), и широко распространённые в 1970—1980-е годы современные номогенетические взгляды, в связи с предположением о селективной нейтральности многих мутаций.
Например, палеоботаник С. В. Мейен обсуждал эти вопросы.
11 июня 1974 года состоялся «Семинар по проблеме номогенеза» Ленинградского отделения ИИЕиТ АН СССР и ЗИН АН СССР.

## Номогенез Л. С. Берга
Принципы номогенеза были кратко суммированы самим Л. С. Бергом в виде таблицы, в которой основные постулаты номогенеза противопоставлены постулатам дарвинизма. «Дарвинизм» в изображении Л. С. Берга отличается как от представлений самого Чарлза Дарвина, так и от представлений большинства учёных, относивших себя к дарвинистам.
Таблица 1. Отличия дарвинизма и номогенеза по Л. С. Бергу (1977: С. 311).
| Дарвинизм | Номогенез |
| 1. Все организмы развились из одной или немногих первичных форм, т. е. монофилетично или олигофилетично.                             | 1. Организмы развились из многих тысяч первичных форм, т. е. полифилетично.                                                                       |
| 2. Дальнейшее развитие шло дивергентно.                                                                                              | 2. Дальнейшее развитие шло преимущественно конвергентно (частью дивергентно).                                                                     |
| 3. На основе случайных вариаций, коим подвергаются отдельные единичные особи, путём медленных, едва заметных беспрерывных изменений. | 3. На основе закономерностей, захватывающих громадные массы особей, на обширной территории, скачками, пароксизмами, мутационно.                   |
| 4. Наследственных вариаций масса, и идут они по всем направлениям.                                                                   | 4. Наследственных вариаций ограниченное число, и идут они по определённым направлениям.                                                           |
| 5. Фактором прогресса служит борьба за существование и естественный отбор.                                                           | 5. Борьба за существование и естественный отбор не являются факторами прогресса, а, кроме того, будучи деятелями консервативными, охраняют норму. |
| 6. Виды в силу своего происхождения путём дивергенции связаны переходами друг с другом.                                              | 6. Виды в силу своего мутационного происхождения резко разграничены один от другого.                                                              |
| 7. Процесс эволюции состоит сплошь в образовании новых признаков.                                                                    | 7. Эволюция в значительной степени есть развёртывание уже существующих задатков.                                                                  |
| 8. Вымирание организмов происходит от внешних причин: от борьбы за существование и переживания наиболее приспособленного.            | 8. Вымирание есть следствие как внутренних (автономических) причин, так и внешних (хорономических).                                               |
| | |
| | |